# حاحة

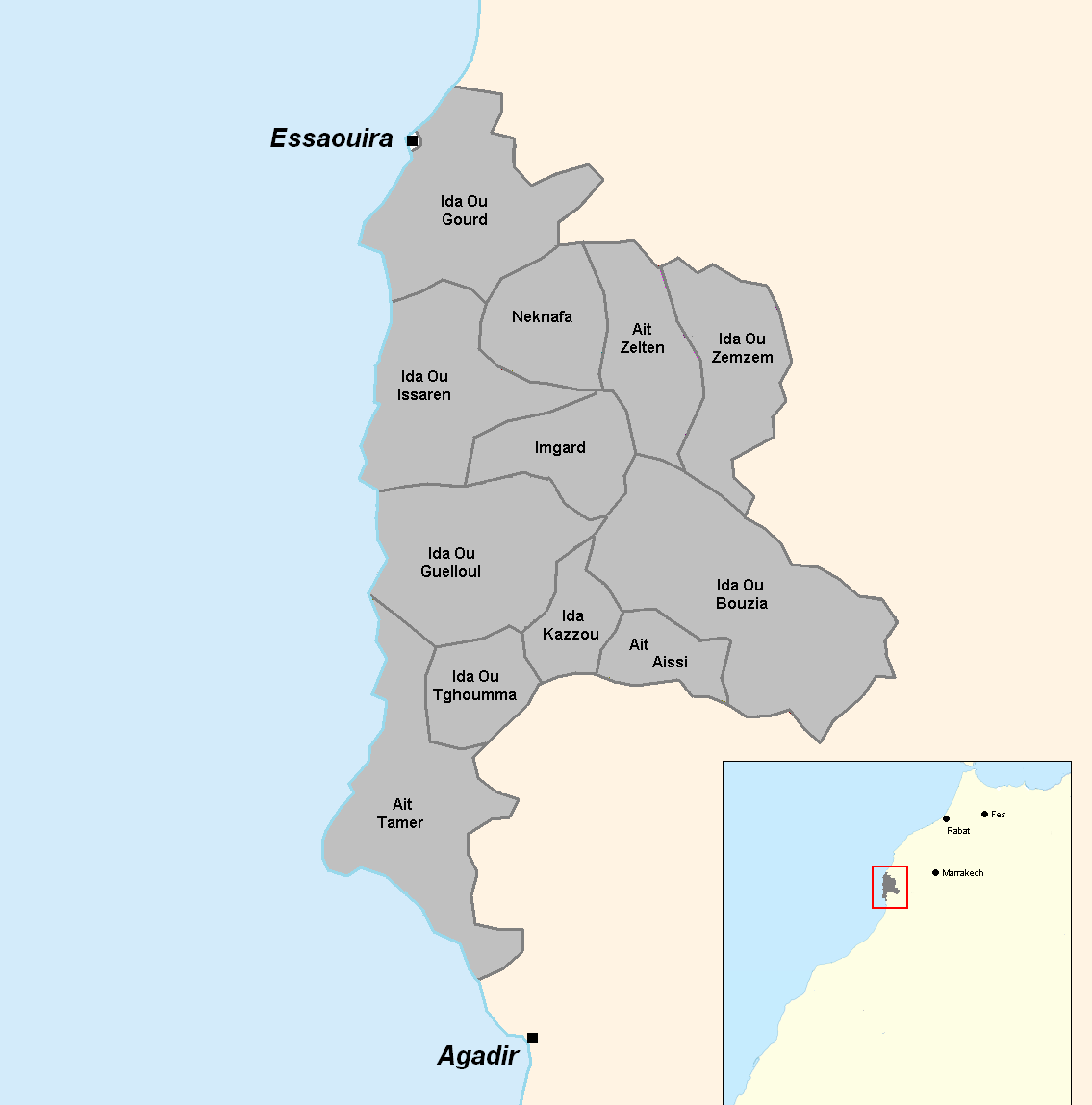
خارطة تبين مناطق وجود قبائل حاحة الاثني عشر

حاحة أو إحَحان (بالشلحية: یحاحان) هي منطقة واتحاد قبلي غرب وسط المغرب. تمتد على ساحل المحيط الأطلسي من مدينة الصويرة شمالا إلى منطقة أورير جنوبا قرب أكادير. يعد الحاحيون جزءا من الشلوح، وهم مجموعة إثنية في المغرب. وهم بذلك ينتمون إلى الفرع المصمودي من الأمازيغ. يتحدث سكان منطقة حاحة اللغة الشلحية.
يسمى المنسوب لمنطقة حاحة في اللغة العربية بـ«الحاحي». أما في اللغة الشلحية، فيقال «یحیحی» للمذكر و«تیحیحیت» للمؤنث، وما تسمية إحَحان («یحاحان») إلا جمع للأول.
ينقسم تاريخيا اتحاد قبائل حاحة إلى 12 قبيلة، وهي من الشمال إلى الجنوب:
1. إدوكرض
2. إنكنافن
3. آيت زلطن
4. إدوزمزم
5. إدوسارن
6. إمكراد
7. إدكلول
8. إدوبزيا
9. آيت عيسي
10. إدوكزو
11. إدوتغما
12. أيت أمر